# Himno a Guerrero
El Himno a Guerrero, Himno Guerrerense o Himno a Vicente Guerrero, es el himno oficial del estado de Guerrero, en México, dedicado a Vicente Guerrero consumador de la Independencia Nacional. La música fue compuesta por Margarito Damián Vargas y el autor de la letra es Francisco Figueroa Mata que fuera gobernador provisorio del estado desde diciembre de 1918 a marzo de 1921.

## Letra
Autor: Francisco Figueroa Mata

Música: Margarito Damián Vargas
Coro:
Patriotas Surianos gozosos cantad 

Un himno a Guerrero caudillo inmortal 

Que allá en las montañas luchando tenaz 

A México esclavo le dio libertad 
 

Estrofa I:
Así celebremos el día en que nació 

El bravo insurgente que patria nos dio 

Con fuego arranquemos de dulce laúd 

Cadencias que expresan amor, gratitud 
 

Coro:
Patriotas Surianos gozosos cantad 

Un himno a Guerrero caudillo inmortal 

Que allá en las montañas luchando tenaz 

A México esclavo le dio libertad 

Le dio libertad 

Le dio libertad 

Le dio libertad 
 